# كينجي هاغا
كينجي هاغا (باليابانية: 羽賀研二؛ بالكانا: はが けんじ) هو تارينتو وشخصية أعمال وممثل ياباني، ولد في 21 يوليو 1961 في مدينة أوكيناوا في اليابان.

## وصلات خارجية
- كينجي هاغا على موقع IMDb (الإنجليزية)
- كينجي هاغا على موقع ميوزك برينز (الإنجليزية)
- كينجي هاغا على موقع قاعدة بيانات الفيلم (الإنجليزية)
- كينجي هاغا على موقع ANN person (الإنجليزية)